# Lista de ordens do reino animal
Nesta lista estão os principais Filos, Classes e Ordens viventes do reino animal.

## FiloPorifera(Esponjas)
Porifera é um filo onde se enquadram os animais conhecidos como esponjas. As esponjas são organismos multicelulares sésseis que apresentam um sistema aquífero de canais e poros que gera correntes de água dirigidas por células flageladas características: os coanócitos.

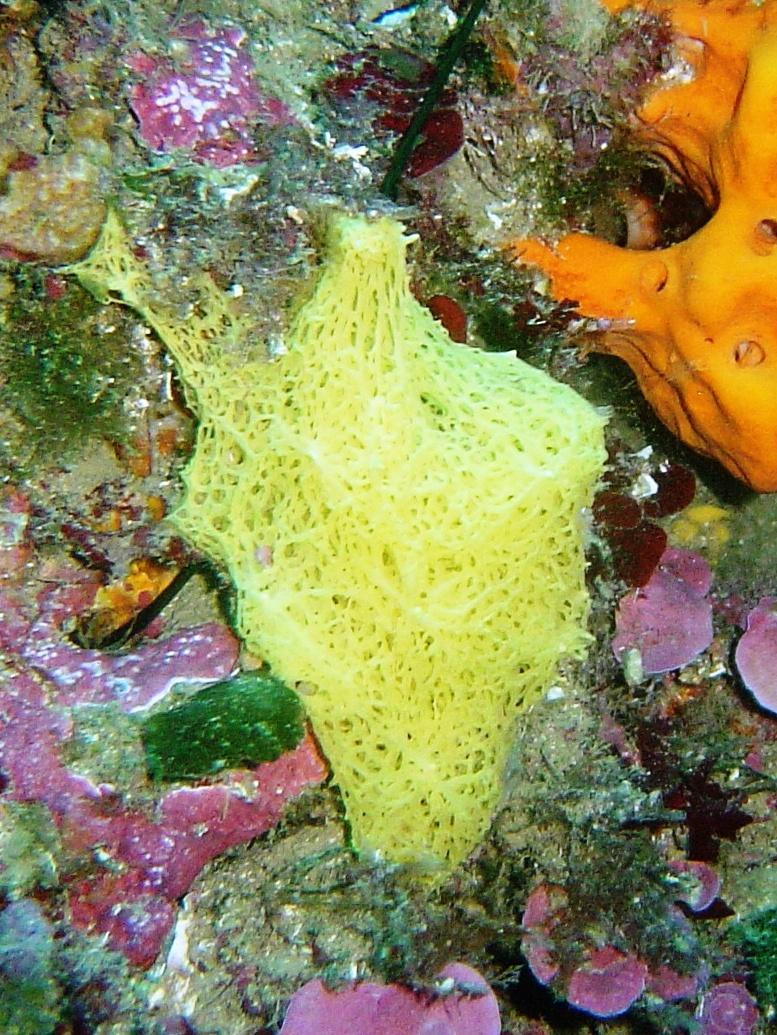
Clathrina clathrus

#### ClasseCalcarea
- Ordem Clathrina

#### ClasseHexactinellida

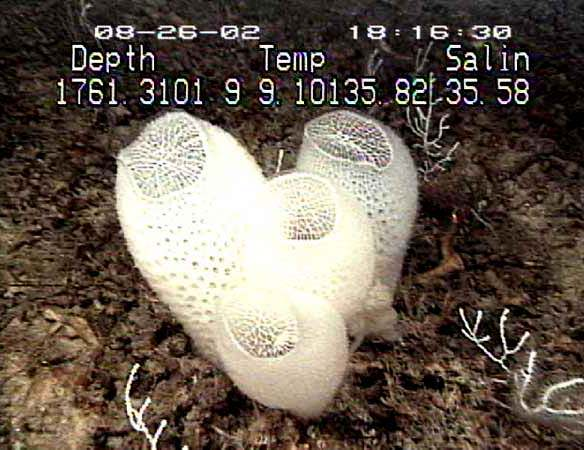
Euplectella aspergillum

- Ordem Lyssacinosida

## FiloCnidaria

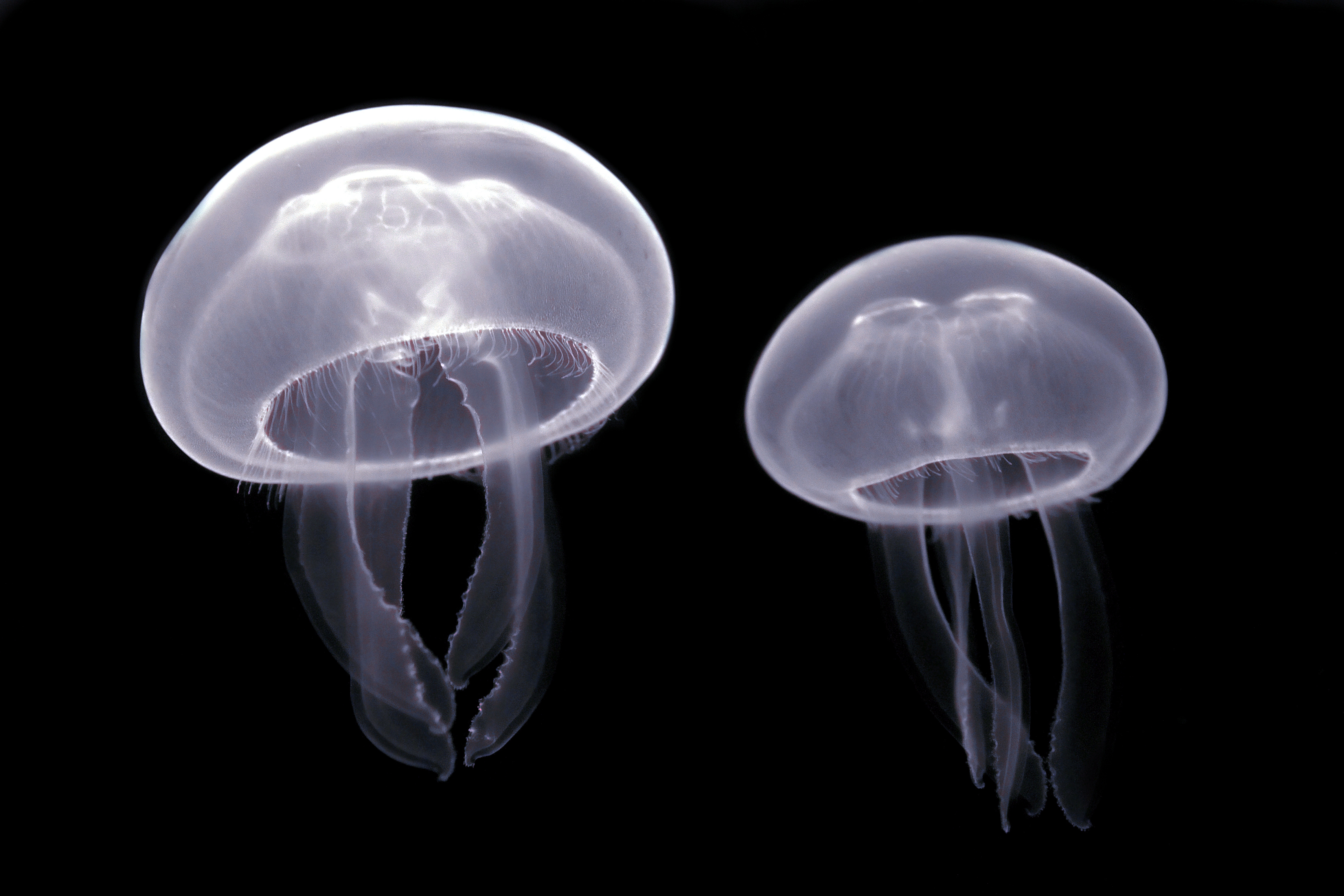
medusa nome cientifico como medusozoa classificação superior cnidario

Cnidaria é um filo de animais exclusivamente aquáticos, agrupando os organismos conhecidos pelo nome comum de cnidários, entre os quais estão as medusas e as alforrecas (ou águas-vivas), as caravelas, as anémonas-do-mar, os corais-moles e as hidras de água doce.

## FiloPlatelmintos
Platyhelminthes é um filo de invertebrados com simetria bilateral, não-segmentados, protostómios, de corpo mole e relativamente simples. A par com os nematelmintas e anelídeos, são considerados vermes.

## FiloNematoda
Nematoda é um filo de animais cilíndricos espetacularmente alongados. São animais triblásticos, protostômios, pseudocelomados. Seu corpo cilíndrico, alongado e não segmentado exibe simetria bilateral. Possuem sistema digestivo completo, sistemas circulatório e respiratório; sistema excretor composto por dois canais longitudinais (renetes-formato de H); sistema nervoso parcialmente centralizado, com anel nervoso ao redor da faringe.

## FiloMollusca(Moluscos)
Os moluscos constituem um grande filo de animais invertebrados, marinhos, de água doce ou terrestres. O filo Mollusca é o segundo filo com a maior diversidade de espécies, depois dos Artrópodes, (cerca de 93 000 espécies viventes confirmadas e até 200 000 espécies viventes estimadas, e 70 000 espécies fósseis) e inclui uma variedade de animais muito familiares, como as ostras, as lulas, os polvos e os caramujos.

#### ClasseGastropoda
- Subclasse Opisthobranchia

- Subclasse Pulmonata
  - Ordem Patellogastropoda

## FiloAnnelida(Anelídeos)
Annelida é um vasto filo, com mais de 17.000 espécies incluindo vermes, minhocas e sanguessugas. Estes animais podem ser encontrados tanto em ambientes terrestres quanto aquáticos. São animais com simetria bilateral, triblásticos, celomados e invertebrados.

## FiloOnychophora(Onicóforos)
Onychophora, comumente conhecidos como vermes aveludados (devido à sua textura parecida com veludo e à sua aparência vermiforme) é um filo de animais segmentados, bilaterais, vermiformes terrestres.

## FiloArthropoda(Artrópodes)
Arthropoda é um filo de animais invertebrados que possuem exoesqueleto rígido e vários pares de apêndices articulados, cujo número varia de acordo com a classe. Compõem o maior filo de animais existentes, representados por animais como os gafanhotos (insetos), as aranhas (aracnídeos), os caranguejos (crustáceos), as centopeias (quilópodes) e os piolhos-de-cobra (diplópodes). Têm cerca de um milhão de espécies descritas, e estima-se que os representantes deste filo equivalem a cerca de 84% de todas as espécies de animais conhecidas pelo homem.

#### Classe Merostomata

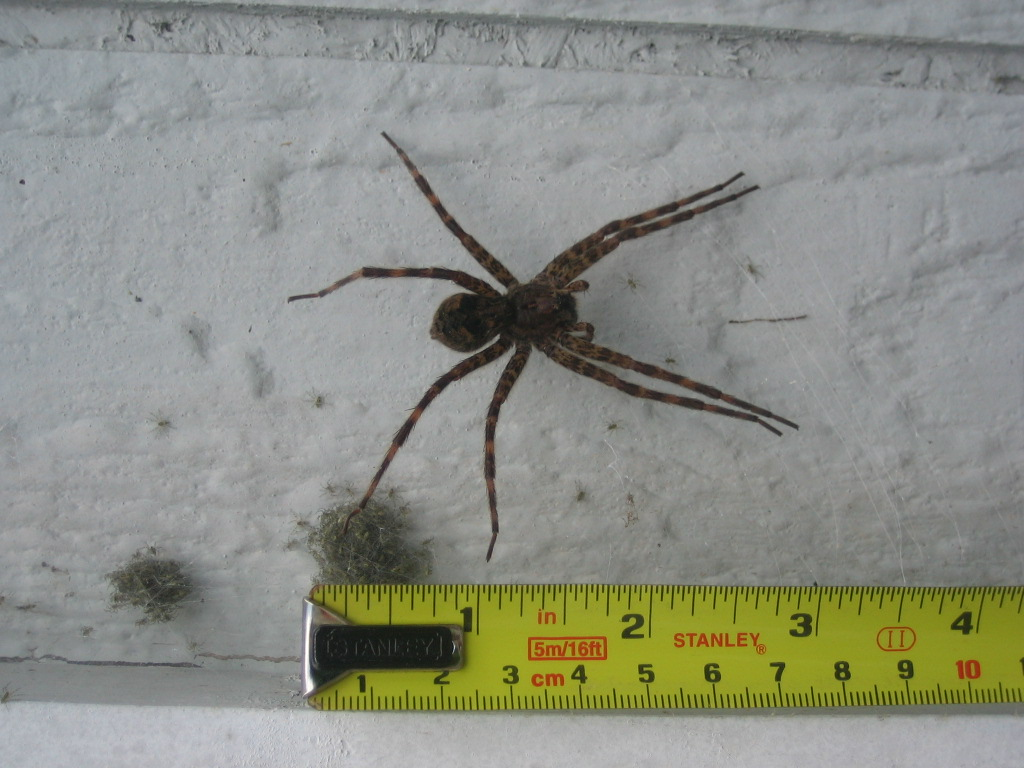
Imagem de uma aranha.

#### Classe Branchiopoda

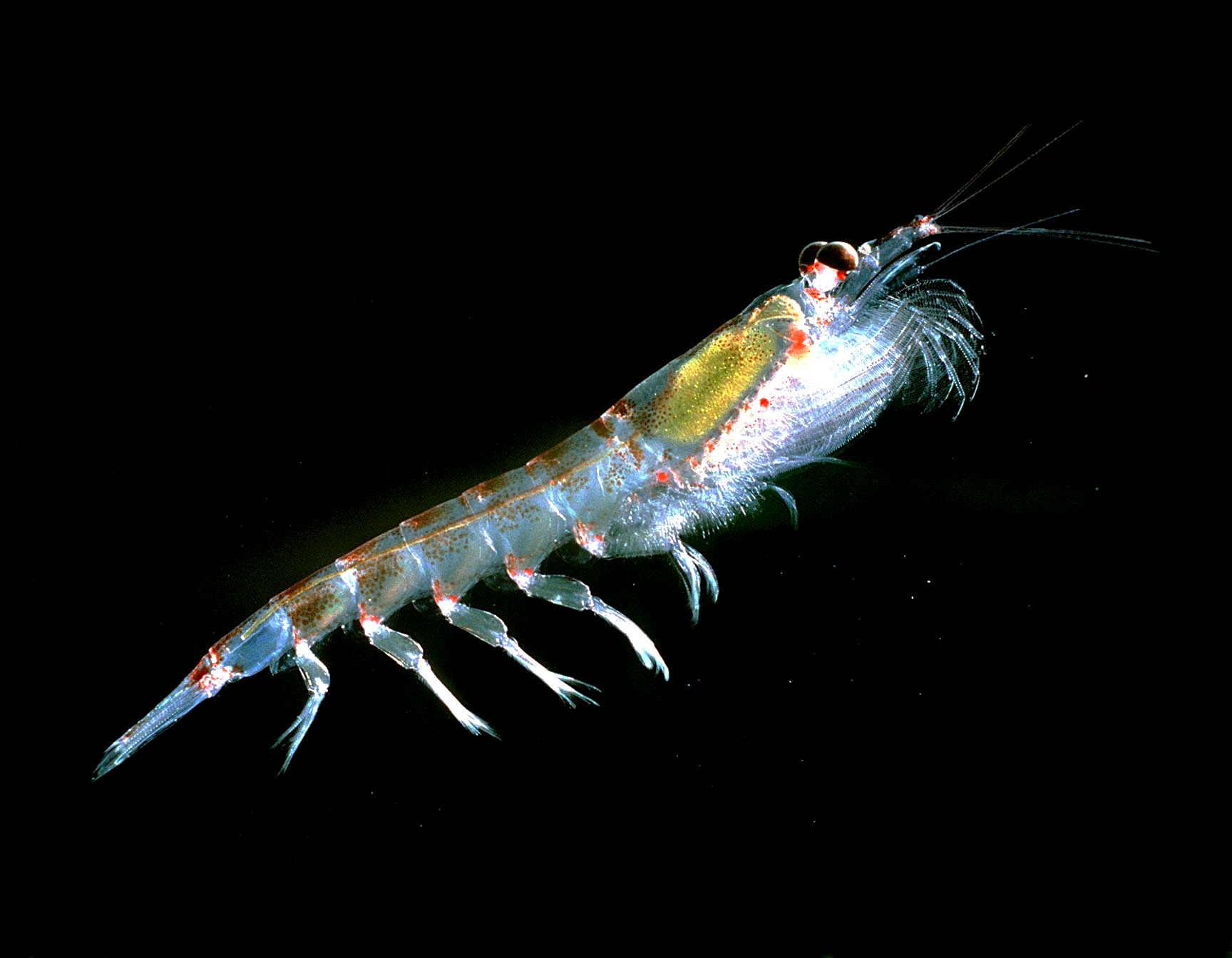
Imagem de um Krill.

### SubfiloChelicerata

#### ClasseArachnida
- Ordem Scorpiones
- Ordem Pseudoscorpionida
- Ordem Uropygi
- Ordem Araneae
- Ordem Opiliones
- Ordem Acari

### SubfiloHexapoda

#### ClasseInsecta
- Ordem Thysanura
- Ordem Ephemeroptera
- Ordem Odonata
- Ordem Blattodea
- Ordem Isoptera
- Ordem Mantodea
- Ordem Dermaptera
- Ordem Orthoptera
- Ordem Phasmatodea
- Ordem Embioptera
- Ordem Psocoptera
- Ordem Phthiraptera
- Ordem Hemiptera
- Ordem Megaloptera
- Ordem Neuroptera
- Ordem Coleoptera
- Ordem Siphonaptera
- Ordem Diptera
- Ordem Lepidoptera
- Ordem Hymenoptera

### SubfiloCrustacea

#### ClasseMalacostraca
- Subclasse Eumalacostraca
  - Ordem Stomatopoda
  - Ordem Euphausiacea
  - Ordem Decapoda
  - Ordem Isopoda

#### ClasseMaxillopoda
- Subclasse Thecostraca

## FiloEchinodermata(Equinodermos)
Echinodermata é um filo composto por animais deuterostômios exclusivamente marinhos e bentônicos. São animais de vida livre, exceto por alguns crinóides que vivem fixos a um substrato rochoso (sésseis) e de simetria radial que também apresentam sua exceção, os comatulídeos, que se locomovem utilizando os braços. Este filo surgiu no período Cambriano recente e contém cerca de 7.000 espécies viventes e 13.000 extintas.

## FiloChordata(Cordados)

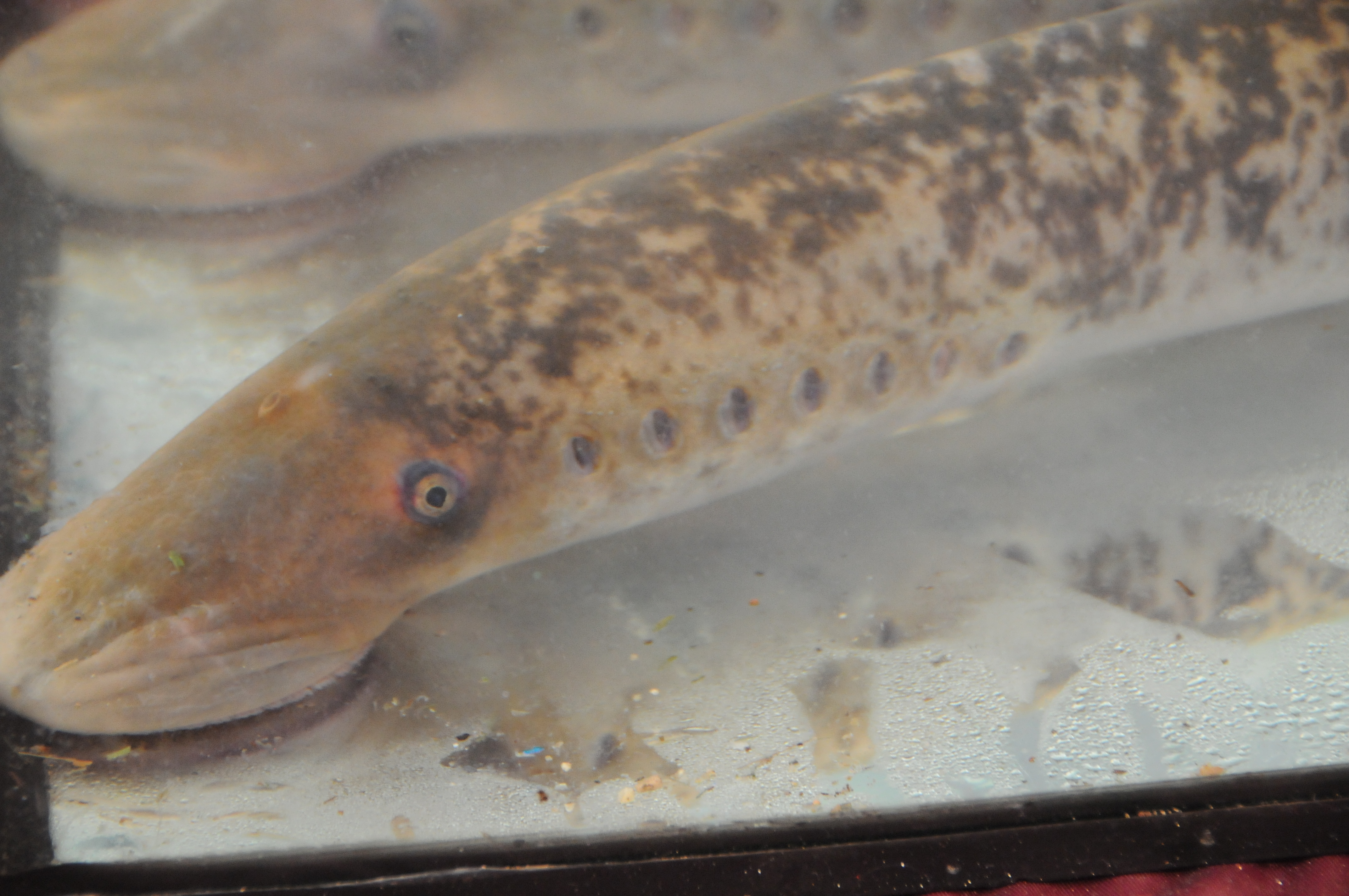
Imagem de uma lampreia.

Chordata constitui o filo que inclui os vertebrados, os anfioxos e os tunicados. Estes animais são caracterizados pela presença de uma simetria bilateral, notocorda, sistema digestivo completo, um tubo nervoso dorsal, fendas branquiais e uma cauda pós-anal, em pelo menos uma fase de sua vida.

### SubfiloVertebrata

#### ClasseCephalaspidomorphi
- Ordem Myxiniformes
- Ordem Petromyzoniformes

#### ClasseChondrichthyes
- Subclasse Elasmobranchii
  - Superordem Bathoidea
  - Superordem Selachimorpha
- Subclasse Holocephali
  - Ordem Chimaeriformes

#### ClasseOsteichthyes
- Subclasse Actinopterygii.
  - Ordem Gasterosteiformes

#### ClasseSarcopterygii
- Ordem Coelacanthiformes
- Ordem Lepidosireniformes

#### ClasseAmphibia– Anfíbios
- Subclasse Lissamphibia
  - Ordem Urodela
  - Ordem Salientia
  - Ordem Gymnophiona

#### ClasseReptilia

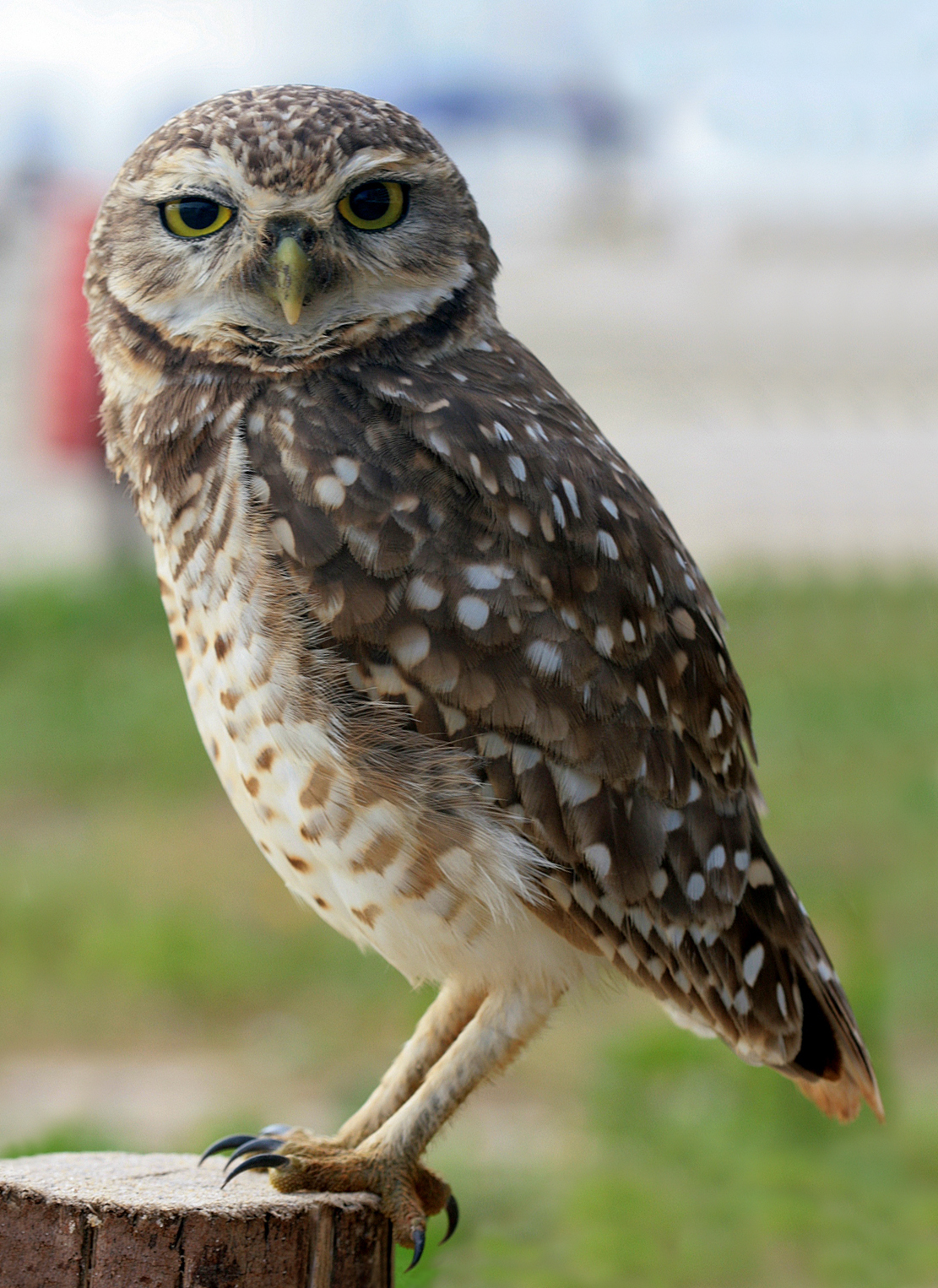
Imagem de uma coruja buraqueira.

- Subclasse Anapsida
  - Ordem Testudines
- Subclasse Diapsida
  - Ordem Crocodylia
  - Ordem Sphenodontia
  - Ordem Squamata

#### ClasseAves
- Ordem Struthioniformes
- Ordem Procellariiformes
- Ordem Sphenisciformes
- Ordem Podicipediformes
- Ordem Pelecaniformes
- Ordem Ciconiiformes
- Ordem Phoenicopteriformes
- Ordem Falconiformes
- Ordem Anseriformes
- Ordem Galliformes
- Ordem Gruiformes
- Ordem Charadriiformes
- Ordem Columbiformes
- Ordem Psittaciformes
- Ordem Cuculiformes
- Ordem Strigiformes
- Ordem Caprimulgiformes
- Ordem Apodiformes
- Ordem Coraciiformes
- Ordem Piciformes
- Ordem Passeriformes

#### ClasseMammalia
- Subclasse Prototheria
  - Ordem Monotremata
- Subclasse Theria

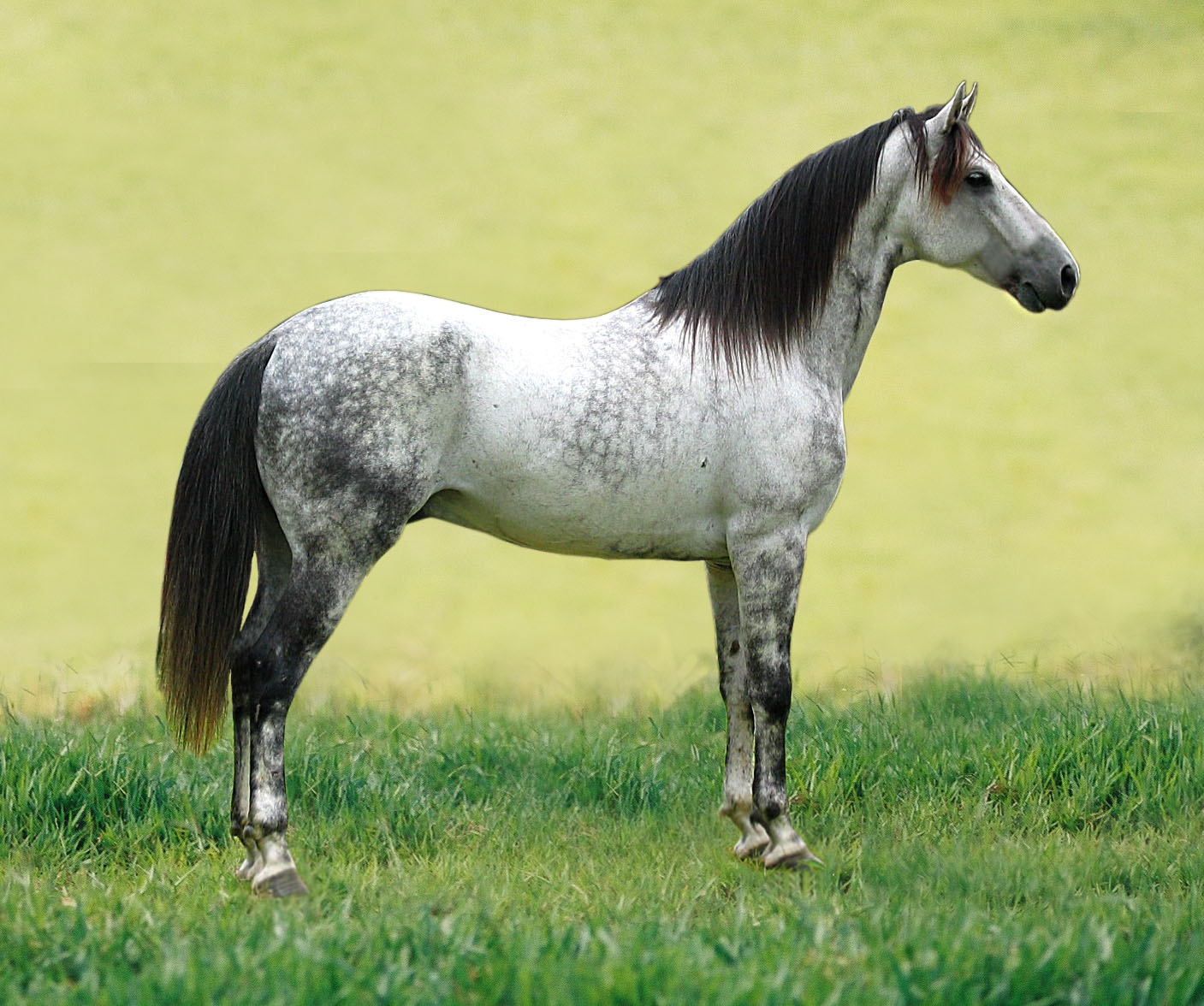
Imagem de um cavalo.

  - Infraclasse Marsupialia (Metatheria) 
    - Ordem Didelphimorphia
    - Ordem Dasyuromorphia
    - Ordem Diprotodontia

  - Infraclasse Placentalia
    - Superordem Afrotheria
      - Ordem Proboscidea
      - Ordem Sirenia

    - Superordem Xenarthra 
      - Ordem Cingulata
      - Ordem Pilosa

    - Superordem Euarchontoglires
      - Ordem Primates
      - Ordem Rodentia
      - Ordem Lagomorpha

    - Superordem Laurasiatheria
      - Ordem insetivora
      - Ordem Chiroptera
      - Ordem Pholidota
      - Ordem Carnivora 
      - Ordem Cetacea
      - Ordem Artiodactyla
      - Ordem Perissodactyla